# Meyer og Frue paa Lystrejse
Meyer og Frue paa Lystrejse er en dansk stum komediefilm fra 1910 produceret af Nordisk Films Kompagni. Filmens instruktør er ukendt.
Filmen blev distribueret i Storbritannien under titlen Troubles on a trip og i Tyskland som Meyer und Frau fliegen aus.

## Handling
Hr. Meyer skal på rejse, men er skuffet over, at hustruen skal med, fordi det så ikke bliver en lysttur. Meyer får dog arrangeret, at han og fruen får hvert sit værelse på hotellet. Straks han tror, at fruen er faldet i søvn, springer han fuldt påklædt ud af sengen, og så er der fest. Desværre undrer fruen sig over, at hun ikke som sædvanligt kan høre Meyers snorken, og da hun aner uråd, kommer hun ind på Meyers værelse. Meyer må erkende, at det ikke blev en lysttur … 

## Medvirkende
- Oscar Stribolt
- Carl Schenstrøm
- Holger Pedersen